# Крушево (Мостар)
Крушево је подручје које се налази на територији града Мостара.
Налази се са десне стране ријеке Неретве, југозападно од Мостара, на јужном дијелу Мостарског блата. Чини га пет села: Сретнице, Подгорје, Селишта, Криводол и Чуле. Три села се савијају око јужног дијела Мостарског блата, и то Подгорје, Селишта и Чуле. Два села су смјештена у унутрашњости иза претходних села, то су Сретнице и Криводол.

## Становништво
| Демографија | Демографија | Демографија |
| Година      | Становника  | Становника  |
| ----------- | ----------- | ----------- |
| 1991.       | 1.390       |             |